# 木聚糖

木聚糖是植物细胞中主要的半纤维素成分，占植物细胞干重的35%，是一种丰富的生物质资源，是自然界中除纤维素之外含量最丰富的多糖。
木聚糖可以通过氢键与纤维素结合, 通过氢键和共价键与木质素和果胶结合参与细胞壁的形成。

## 结构
木聚糖的结构是一种多聚五碳糖，由木糖通过β-1,4糖苷键连接成糖链。在某些藻类中也有β-1,4或β-1,4-1,3混合连接的主链。
根据不同取代基可将木聚糖分为3种：
- 葡糖醛酸木聚糖：存在于双子叶植物以及一些非禾本科的单子叶植物次生壁中。
- 阿拉伯木聚糖：存在于禾本科植物的谷粒中。
- 葡糖醛酸阿拉伯木聚糖：存在于双子叶植物的初生壁及禾本科植物的营养组织和除买麻藤门外裸子植物的细胞壁中。

木聚糖部分降解可形成低聚木糖，彻底降解则得到五碳单糖：木糖、阿魏糖、阿拉伯糖等，其中以木糖为主。